# Louis Leon Thurstone
Louis Leon Thurstone (29. květen 1887 – 30. září 1955) byl americký psycholog, statistik, psychometrik a výzkumník na poli inteligence a faktorové analýzy. Časopis Review of General Psychology jej označil jako 89. nejvýznamnějšího psychologa 20. století.

## Životopis
L. L. Thurstone se narodil v Chicagu švédským imigrantům. Magisterský diplom získal ze strojírenství na Cornell University v roce 1912. Následně mu byla nabídnuta krátká asistentská pozice v laboratoři Thomase Alva Edisona. V roce 1914, po dvou letech praxe jako učitel geometrie na University of Minnesota, se zapsal jako postgraduální student psychologie na University of Chicago, kde získal doktorský titul v roce 1917. Sem se vrátil v letech 1924–1952, kdy vyučoval metodologii výzkumu. V roce 1952 založil vlastní laboratoř na University of North Carolina.

## Faktorová analýza a měření inteligence
Thurstone se zasadil o standardizaci IQ škály pro měření inteligence v podobě deviačního skóre se stanoveným průměrem a směrodatnou odchylkou, oproti do té doby převládajícím pojetí založeném na mentálním věku používané například Alfredem Binetem. Vyvinul také tzv. Thurstonovy škály, jeden z prvních dotazníkových postupů pro měření postojů.
Thurstonova práce na vývoji faktorové analýzy jej přivedla k formulování teorie inteligence založené na primárních mentálních schopnostech (tzv. PMA, primar mental abilities)), nezávislých skupinových faktorů. Patřily mezi ně verbální porozumění, slovní fluence, numerické uvažování, prostorová představivost, asociativní paměť, rychlost myšlení a usuzování. Odmítl tak Spearmanovu teorii jediné obecné inteligence i navazující teorie o specifických faktorech, podřízených této obecné inteligenci. Základem tohoto postupu byl rozvoj faktorové rotace.
V roce 1935 spolu s Thorndikem a Guilfordem založili časopis Psychometrika (publikující dodnes) a také Psychometrickou společnost, jejímž prvním prezidentem se současně stal. Jeho práce na rozvoji faktorové analýzy byla velmi důležitá pro následující teorie inteligence, zejména hierarchické modely a pro využití v testech typu WAIS či Stanford-Binetův test.